# Jekaterina Kondratjeva
Jekaterina Kondratjeva (Russisch:Екатерина Кондратьева) (8 april 1982) is een Russische sprintster, die is gespecialiseerd in de 200 m. Haar beste prestaties leverde ze echter op de estafette.
In 2003 nam Kondratjeva deel aan de Universiade in de Zuid-Koreaanse stad Daegu. Op de 200 m won ze een zilveren medaille. Met een tijd van 23,43 s eindigde ze achter haar landgenote Jelena Bolsoen (goud; 23,39) en voor de Jamaicaanse Jenice Daley (brons; 23,55). Zij maakte tevens deel uit van het team dat op de 4 x 400 m estafette met een winnende tijd van 3.31,63 met goud huiswaarts keerde. Op de Olympische Spelen van 2004 in Athene sneuvelde ze op de 200 m met 23,37 in de halve finale.
Sinds 29 januari 2005 is Jekaterina Kondratjeva mede-wereldrecordhoudster op de 4 x 200 m estafette. Als startloopster liep ze in Glasgow met haar teamgenotes Irina Chabarova, Joelia Petsjonkina en Joelia Goesjtsjina een tijd van 1.32,41. Op het WK dat jaar in Helsinki sneuvelde de Russische ploeg, met Kondratjeva in de gelederen, in de kwalificatieronde.

## Persoonlijke records
Outdoor
| Onderdeel | Prestatie | Datum        | Plaats |
| --------- | --------- | ------------ | ------ |
| 100 m     | 11,40 s   | 24 juni 2004 | Toela  |
| 200 m     | 22,64 s   | 31 juli 2004 | Toela  |

Indoor
| Onderdeel | Prestatie | Datum           | Plaats |
| --------- | --------- | --------------- | ------ |
| 60 m      | 7,34 s    | 23 januari 2005 | Moskou |
| 200 m     | 23,19 s   | 22 januari 2005 | Moskou |

## Palmares

### 200 m
- 2003:  Universiade - 23,43 s
- 2005: 5e EK indoor - 23,57 s
- 2006: 6e EK - 23,58 s

### 4 x 400 m estafette
- 2003:  Universiade - 3:31.63